# Savaria
Sabaria of Savaria (Oudgrieks: Σαουαριά / Saouaría) was een oude stad van de Bojers in Pannonia Superior.
De stad lag op een vruchtbare plek, en werd door keizer Claudius tot colonia verheven (Colonia Claudia Savaria). Savaria werd een geliefkoosd verblijf van opeenvolgende Romeinse keizers.
Het huidige Szombathely herbergt nog talrijke resten van de antieke stad.